# Братская Бочаровка
Братская Бочаровка — деревня в Касторенском районе Курской области России. Входит в состав Краснодолинского сельсовета.

## География
Деревня находится в восточной части Курской области, в лесостепной зоне, в пределах юго-западной части Среднерусской возвышенности, на левом берегу реки Бычок, на расстоянии примерно 16 километров (по прямой) к юго-юго-западу (SSW) от посёлка городского типа Касторное, административного центра района. Абсолютная высота — 182 метра над уровнем моря.
Климат
Климат характеризуется как умеренный, со среднегодовой температурой воздуха +5,1 °C и среднегодовым количеством осадков 547 мм.
Часовой пояс
Деревня Братская Бочаровка, как и вся Курская область, находится в часовой зоне МСК (московское время). Смещение применяемого времени относительно UTC составляет +3:00.

## Население
| 2002 | 2010 |
| ---- | ---- |
| 46   | ↘26  |

Гендерный состав
По данным Всероссийской переписи населения 2010 года в гендерной структуре населения мужчины составляли 50 %, женщины — соответственно также 50 %.
Национальный состав
Согласно результатам переписи 2002 года, в национальной структуре населения русские составляли 100 % из 46 чел.